# Henner Weigand
Karl Henner Weigand (* 1951) ist ein ehemaliger deutscher Basketballspieler. Mit dem MTV 1846 Gießen wurde er 1975 deutscher Meister.

## Laufbahn
Weigand spielte als Heranwachsender Faustball, Handball und Basketball beim MTV 1846 Gießen und wurde in letzterer Sportart unter anderem von Bernd Röder gefördert. 1968 nahm er als Mitglied der bundesdeutschen Nationalmannschaft an der Junioren-Europameisterschaft im spanischen Vigo teil.
1969 schaffte Weigand, der als Aufbauspieler eingesetzt wurde, den Sprung in die Herrenmannschaft des MTV und damit in die Basketball-Bundesliga. Hinzu kamen Einsätze im Europapokal. 1975 wurde er mit Gießen deutscher Meister, ein Jahr später zog er sich wegen der Nachwirkungen eines Achillessehnenabrisses aus der Bundesliga zurück. Dem Basketball blieb Weigand, der Lehrer an der Friedrich-Ebert-Schule war, zunächst als Spieler der BG Wetzlar/Krofdorf in der 2. Basketball-Bundesliga, des TSV Krofdorf-Gleiberg, dann der Seniorenmannschaft des VfB 1900 Gießen treu.